# Keith Andrews
 Keith Andrews  fou un pilot estatunidenc de curses automobilístiques nascut el 15 de juny del 1920 a Denver, Colorado.
Andrews va ser campió de diverses modalitats de curses, i va córrer la Champ Car les temporades 1955-1957 incloent-hi la cursa de les 500 milles d'Indianapolis de 1955-1956.
Keith Andrews va morir el 15 de maig del 1957 a un accident preparant la cursa a Indianapolis, Indiana.

## Resultats a la Indy 500
| Any    | Cotxe  | Sortida | Vel. mitja | Ranking | Final  | Voltes | V. líder | Retirat |
| ------ | ------ | ------- | ---------- | ------- | ------ | ------ | -------- | ------- |
| 1955   | 31     | 28      | 136.049    | 28      | 20     | 120    | 0        | Encesa  |
| 1956   | 89     | 20      | 142.976    | 13      | 26     | 94     | 0        | Virolla |
| Totals | Totals | Totals  | Totals     | Totals  | Totals | 214    | 0        |         |

| Curses       | 2 |
| Poles        | 0 |
| Voltes líder | 0 |
| Victòries    | 0 |
| Top 5        | 0 |
| Top 10       | 0 |
| Retirades    | 2 |

## A la F1
El Gran Premi d'Indianapolis 500 va formar part del calendari del campionat del món de la Fórmula 1 entre les temporades 1950 a la 1960.
Els pilots que competien a la Indy durant aquests anys també eren comptabilitats pel campionat de la F1.
Keith Andrews va participar en 2 curses de F1, debutant al Gran Premi d'Indianapolis 500 del 1955.

### Palmarès a la F1
- Participacions: 2
- Poles: 0
- Voltes Ràpides: 0
- Victòries: 0
- Pòdiums: 0
- Punts vàlids per la F1: 0